# Parafia św. Stanisława w Dobrem
Parafia Świętego Stanisława BM w Dobrem – rzymskokatolicka parafia położona we wsi Dobre. Administracyjnie należy do diecezji włocławskiej (dekanat radziejowski).
Odpust parafialny odbywa się w święto Świętego Stanisława BM – 8 maja.

## Historia
Kościół został zbudowany w 1979 roku przez ks. prał. mgr. Andrzeja Gawła. W 2014 roku obchodzono 35-lecie kościoła w Dobrem.

## Proboszczowie
- ks. prał. mgr Andrzej Gaweł (1979–1984), budowniczy kościoła
- ks mgr Czesław Kozłowski (1984–1997)
- ks. mgr Grzegorz Zientarski (1997–2003)
- ks. mgr lic. Tomasz Jener (2003–2014)
- ks. mgr Dariusz Horbiński (od 2014)